# تورنوود (نیویورک)
تورنوود (به انگلیسی: Thornwood) یک منطقهٔ مسکونی در ایالات متحده آمریکا است که در شهرستان وستچستر، نیویورک واقع شده‌است. تورنوود ۲٫۹ کیلومتر مربع مساحت و ۳٬۷۵۹ نفر جمعیت دارد و ۸۲ متر بالاتر از سطح دریا واقع شده‌است.